# Fear of a Blank Planet
Albums de Porcupine Tree
Deadwing
(2005) The Incident
(2009)
Fear of a Blank Planet est le 9e album studio du groupe rock progressif britannique Porcupine Tree. Il est paru le 16 avril 2007 en Europe et au Royaume-Uni, et le 24 avril 2007 aux États-Unis.
Le titre de cet album fait référence à un album du groupe américain de hip-hop Public Enemy sorti en 1990, Fear of a Black Planet.
Alex Lifeson de Rush joue la guitare solo sur Anesthetize, et Robert Fripp aux « soundscapes » sur Way Out of Here. 

## Réception critique
Non seulement, l'album se vendit à 250 000 exemplaires, performance honorable pour un album aussi peu commercial et abordable, mais en plus, il est considéré comme une grande œuvre du rock progressif, en particulier grâce à la pièce centrale de l'album, Anesthetize, longue de 18 minutes.
Considéré comme le sommet de la carrière du groupe, il est, selon le site Rate Your Music, le 10e meilleur album de 2007 et le 64e meilleur album de rock progressif.

## Contenu de l'album
Toutes les chansons sont écrites et composées par Steven Wilson.
| No | Titre                                                                           | Durée |
| -- | ------------------------------------------------------------------------------- | ----- |
| 1. | Fear of a Blank Planet                                                          | 7:28  |
| 2. | My Ashes (Musique : Wilson/Barbieri)                                            | 5:07  |
| 3. | Anesthetize (Avec Alex Lifeson de Rush)                                         | 17:42 |
| 4. | Sentimental                                                                     | 5:26  |
| 5. | Way Out of Here (Musique : Barbieri/Edwin/Harrison/Wilson - Avec Robert Fripp.) | 7:37  |
| 6. | Sleep Together                                                                  | 7:28  |

## Personnel
Porcupine Tree
- Steven Wilson – chant, guitares, piano, claviers
- Richard Barbieri – claviers, synthétiseur
- Colin Edwin – basse
- Gavin Harrison – batterie

Additional musicians
- Alex Lifeson – guitare solo sur "Anesthetize"
- Robert Fripp – Soundscapes sur "Way Out of Here"
- John Wesley  – chœurs
- London Session Orchestra - orchestrations

Production
- Porcupine Tree – production
- Steven Wilson – mixing, mastering, arrangements des cordes
- Dave Stewart – arrangements des cordes
- Steve Price – ingénieur
- Lasse Hoile – photographies